# Карике
Карике или клипни прстенови представљају један од најважнијих елемената цилиндарских односно клипних склопова мотора или компресора.
Сама компресија мотора, која представља основ снаге, у ствари подразумева толерантан однос клипа или клипова са цилиндрима. То је важан део мотора као целине, али недовољан када је у питању снага. Оно што уз поменути толерантни однос клипова и цилиндара представља најважнији фактор снаге јесу клипни прстенови. Они држе компресију мотора у одговарајућим оквирима, таквим, да излазни степен компресије буде што дуже максималан.